# زياد البحايري
جورجيوس أباريس (باليونانية: Γιώργος Αμπάρης)‏ هو لاعب كرة قدم يوناني في مركز حراسة المرمى، ولد في 23 أبريل 1982 في ناوسا في اليونان. شارك مع منتخب اليونان تحت 21 سنة لكرة القدم ومنتخب اليونان الأولمبي لكرة القدم. أما مع النوادي، فقد لعب مع باس جيانينا وجامعة كلوج وسي إف آر كلوج ونادي أستيراس تريبوليس ونادي لاريسا.

## وصلات خارجية
- زياد البحايري على موقع قاعدة بيانات كرة القدم.إي يو (الإنجليزية)
- زياد البحايري على موقع ناشيونال فوتبول تيمز (الإنجليزية)
- زياد البحايري على موقع Soccerway.com (الإنجليزية)
- زياد البحايري على موقع أوليمبيديا (الإنجليزية)